# NGC 5919
NGC 5919 ist eine Elliptische Galaxie vom Hubble-Typ E? im Sternbild Schlange. Sie ist schätzungsweise 622 Millionen Lichtjahre von der Milchstraße entfernt und hat einen Durchmesser von etwa 55.000 Lj. Sie gehört zu einem kleinen Cluster lichtschwacher Galaxien, deren hellstes Mitglied der Nachbar NGC 5920 ist.
Das Objekt wurde am 30. März 1887 von Lewis A. Swift entdeckt.